# Chancleta

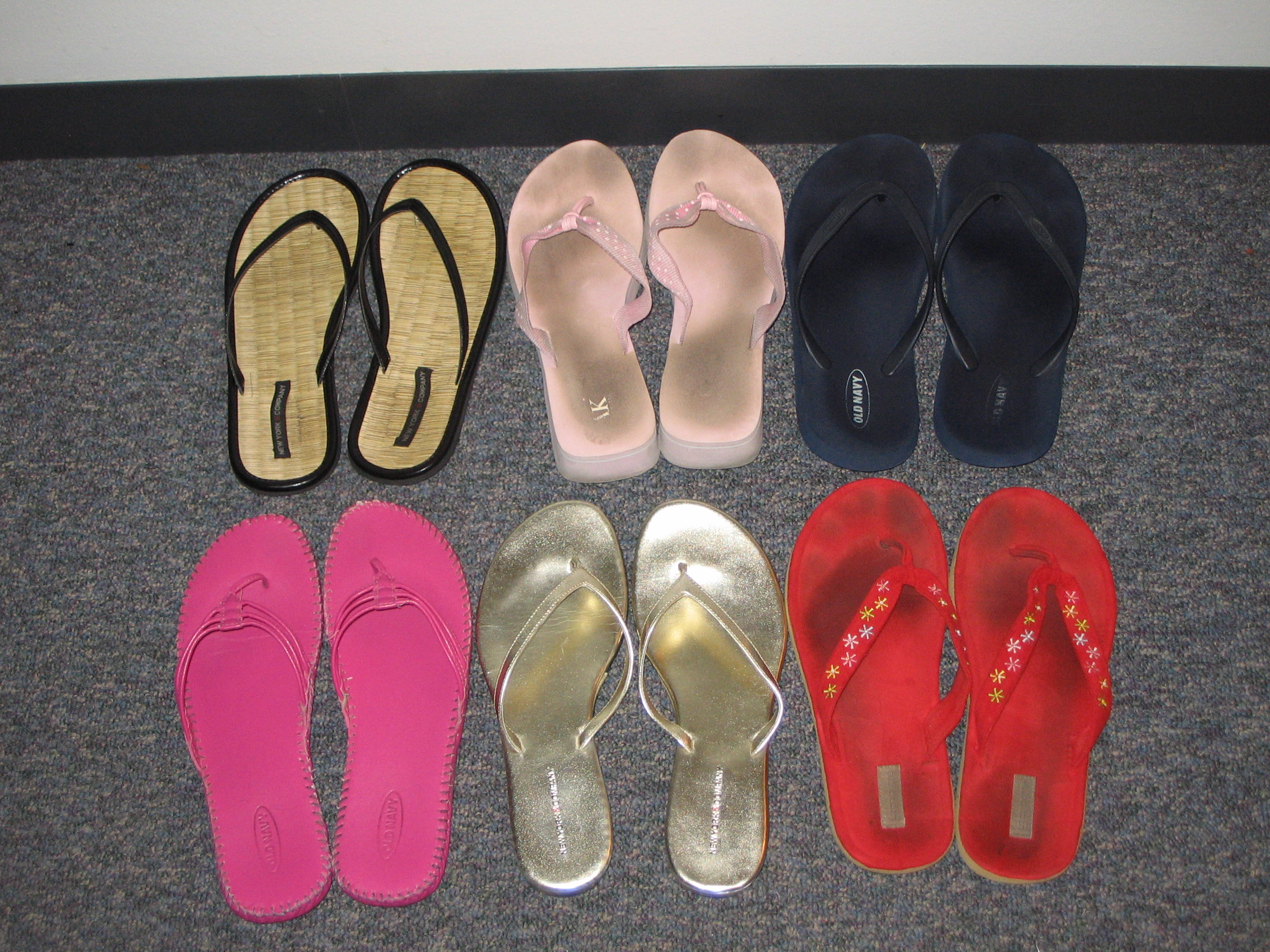
Diversos tipos de chancletas, desde espuma/plástico hasta cuero.

La chancleta o chancla en España, es un tipo de sandalia hecha de una suela que se sostiene al pie por medio de una tira o cordón que separa el dedo gordo del pie de los dedos restantes.
«Chancleta» es un diminutivo de «chancla», de la que se diferencia por tener esta tira o cordón como medio de sujeción al pie en vez de una banda que cubre todo el empeine del pie y que no dispone de esa sujeción, como es el caso de la chancla.
El término «chancleta» se usa en muchos países hispanohablantes, como Argentina, Bolivia, Colombia, Costa Rica, Cuba, Ecuador, El Salvador, España, Estados Unidos, Guatemala, Honduras, México, Nicaragua, Panamá, Paraguay, Perú, Puerto Rico, República Dominicana, Uruguay y Venezuela.
Sin embargo, según la región, a la chancleta también se le llama yina, chinela, chala, chola, cotiza, hawaiana, ojota, romanita o  tres puntadas, zapatillas. Además, el término «chancleta» también se puede usar para otros tipos de calzado, como por ejemplo la chancla misma. (Véase más abajo la sección titulada Nomenclatura).

## Historia
Las chancletas son tan sencillas en su concepción que numerosos países han desarrollado este tipo de calzado independientemente unos de otros, aunque no necesariamente de forma simultánea. El uso generalizado de las chancletas es reciente en Occidente, pero en Japón, por ejemplo, dos tipos de chancleta son muy corrientes desde hace siglos: las zōri y las geta (pronúnciese «gueta»). La suela de las geta es muy gruesa y está hecha de madera. Existen grandes similitudes con otras culturas no relacionadas, como las ushutas (‘ojotas’) de los incas, o ciertas sandalias de esparto halladas en España y fechadas en el VI o V milenio a. C. En el Antiguo Egipto se utilizó un tipo de calzado similar, elaborado con tiras de papiro trenzado. Este es su jeroglífico: 
| S33 |

## Nomenclatura
Según el lugar, este tipo de sandalias se conocen por diferentes nombres:
| País o región        | Nombre |
| -------------------- | --- |
| Argentina            | chinelas (derivado del vocablo genovés cianella, y este, del italiano pianella, de piano, es decir, plano, chato, lo que alude a la falta de taco), chancletas, ojotas (derivado del quechua ushuta) |
| Bolivia              | chinelas, chanclas |
| Canarias             | cholas |
| Chile                | chalas, condoritos, hawaianas, ojotas (sandalias campesinas) |
| Colombia             | arrastraderas, chanclas, chancletas, tres puntadas |
| Costa Rica           | chanclas, chancletas, sandalias |
| Cuba                 | chancletas, cutaras, mete deos |
| Ecuador              | chanclas, chancletas, sandalias, zapatillas |
| El Salvador          | chancletas, sandalias; y también yinas, (las hechas de goma, plástico, espuma, hule) ocasionalmente calificadas yinas estilo sirena.                                                                 |
| España               | chanclas, chancletas |
| Filipinas            | chinelas o (en tagalo) tsinelas |
| Guatemala            | chanclas, chancletas, flips, sandalias, yinas |
| Honduras             | chancletas |
| México               | huaraches, bulebules, chanclas, chancletas, sandalias pata de gallo, caray, sayonaras (marca comercial)                                                                                              |
| Nicaragua            | chancletas, chinelas, sandalias |
| Panamá               | chancletas |
| Paraguay             | zapatillas |
| Perú                 | ojotas (derivado del quechua ushuta) llanques (del quechua Llanqi utilizado generalmente en los andes), sandalias, sayonaras, chancletas, chinelas (especialmente en Loreto)                         |
| Puerto Rico          | chancletas, mete deos, sandalias |
| República Dominicana | calisos (con mayor frecuencia), chanclas (con menos frecuencia), chancletas, sandalias |
| Uruguay              | chancletas, chinelas, romanitas |
| Venezuela            | chanclas, chancletas, cotizas, sandalias, cholas, (excepto en el Zulia y el llano, donde es considerado un término soez)                                                                             |

## Uso y moda

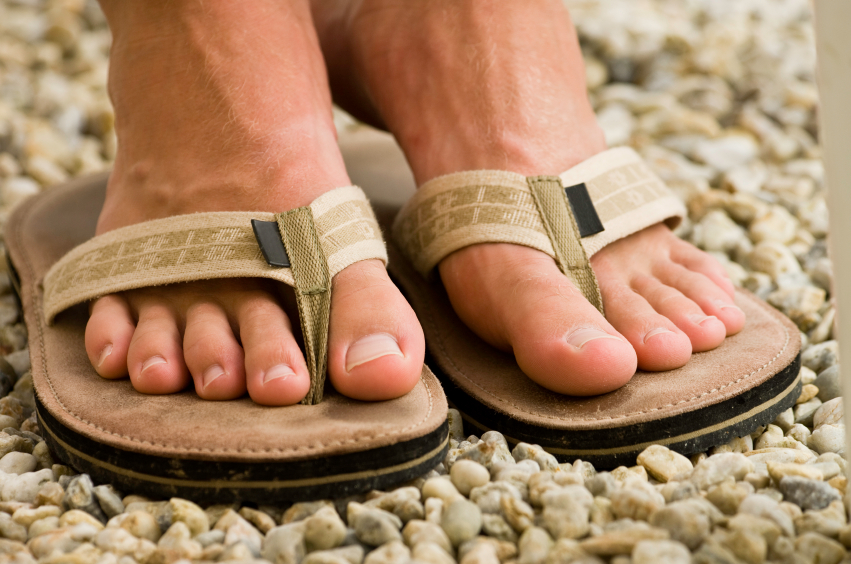
Chancletas para hombre.

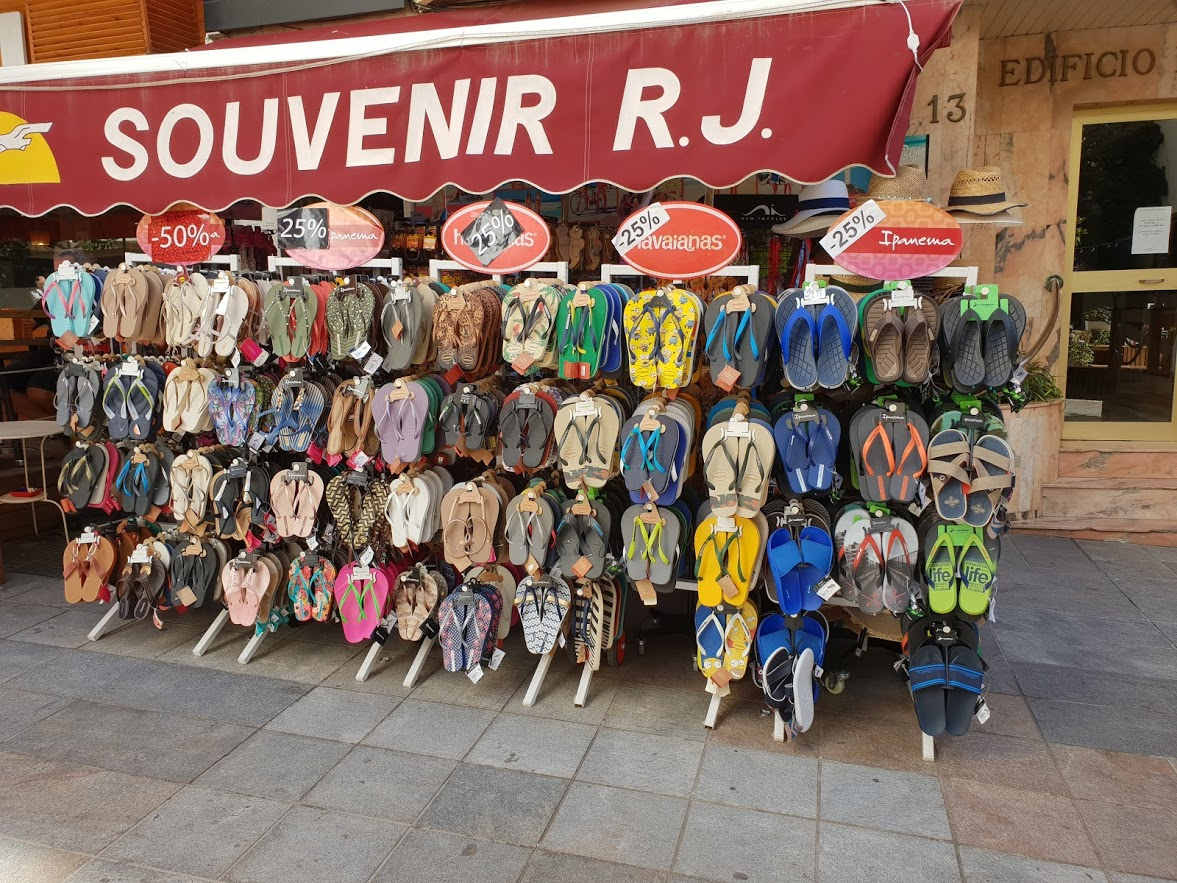
Chancletas a la venta en un comercio de Marbella.

Las chancletas son probablemente el calzado más simple conocido que deja los pies casi totalmente al descubierto; por ello, resultan ser las preferidas en la playa, durante la época de verano. Por otro lado, dada su simplicidad y bajo costo, en los países subdesarrollados con frecuencia las utilizan los indigentes, reclusos, obreros, pescadores y personal de servicio. También las clases sociales más pobres la utilizan como calzado de uso diario por su bajo costo además de que, debido a que en los países subdesarrollados la mayoría de dichas clases sociales tiene origen campesino donde se anda descalzo, la chancleta viene a ser un escalón más en la vestimenta, ya que las personas que no han estado acostumbradas a utilizar zapatos las sienten más cómodas que estos. Asimismo, muchas personas prefieren usar chancletas en la casa, debido a la comodidad que suelen dar a los pies.
A fines de los años noventa hubo un fuerte resurgimiento de las chancletas como calzado de moda, especialmente entre las adolescentes. Actualmente, siendo elaboradas por distintas marcas y con diversos materiales (desde plástico hasta cuero de alta calidad), forman parte de la indumentaria usual de adolescentes y jóvenes de estrato social medio y alto, quienes han extendido su uso en universidades, escuelas, oficinas e incluso certámenes y actos públicos.
El ingreso de las chancletas en el mundo de la moda ha generado algunos debates sobre hasta qué punto estas sandalias resultan apropiadas a la vestimenta formal o semiformal. Desde cierto punto de vista, reflejan una tendencia de rebeldía consistente en "romper" con esquemas o convencionalismos antes no cuestionados en el vestir. Por su propia naturaleza, las chancletas suelen llamar mucho la atención cuando combinan con ropa de vestir, lo que concuerda con una tendencia en la moda de revelar elementos que no encajen en el conjunto final.
Algunos podólogos desaconsejan su uso, ya que puede provocar caídas, cortes en la piel, problemas circulatorios y heridas entre el primer y segundo dedos .

## Otros usos del término
- En Venezuela y Colombia la palabra chancleta se usa de forma coloquial para designar al pedal acelerador de los vehículos. Con el mismo fin, en el primero de ellos se emplea el término chola.
- En Ecuador la palabra chancleta es usada coloquialmente para referirse a una jarra de cerveza.
- En Chile y Perú se dice que una pareja que tuvo una hija, esta es una chancletita.
- En Argentina, se le dice chancleta, a la hija. En una famosa serie televisiva argentina de los años 90, llamada "¡Grande, pa!", Arturo Puig, su protagonista, llamaba a sus tres hijas, "las chancles".
- En México (especialmente en el Estado de Oaxaca), se le dice chancleta a un tipo de tamal con forma plana.
- En Puerto Rico se le dice "chancleta" a una niña recién nacida.
- En Uruguay se le dice chancleta de forma coloquial y peyorativa a alguien que carece de las habilidades necesarias para un deporte.